# Stipa leptocoronata
Stipa leptocoronata är en gräsart som beskrevs av Bernardo Rosengurtt och Blanca Renée Arrillaga de Maffei. Stipa leptocoronata ingår i släktet fjädergrässläktet, och familjen gräs. Inga underarter finns listade i Catalogue of Life.